# 楢崎泰昌
楢崎 泰昌（ならさき やすまさ、1928年9月9日 - 2014年10月21日）は、日本の官僚・政治家。自由民主党参議院議員（1期）。

## 来歴
- 1928年 - 東京都出身[1]。
- 第一高等学校卒業。
- 1952年 - 国家公務員6級職試験（法律、行政職）合格[2]。
- 1953年 - 東京大学法学部法律学科卒業後[2]。大蔵省入省。主計局法規課[2][3]
- 1955年 - 中国財務局理財部融資課[2]
- 1956年 - 防衛庁経理局会計課
- 1959年 - 大月税務署長
- 1960年 - 池田内閣総理大臣秘書官（事務担当）
- 1961年 - 国税庁直税部法人税課長補佐
- 1963年 - 大蔵省主計局主計官補佐（専売・電信電話・郵政担当）
- 1973年 - 防衛庁経理局会計課長
- 1975年 - 大蔵省大臣官房地方課長
- 1977年 - 名古屋国税局長
- 1978年 - 総理大臣官房参事
- 1980年 - 大蔵省理財局次長（旧国有担当）[4]
- 1981年 - 北海道開発庁総務監理官
- 1985年 - 北海道開発事務次官就任
- 1987年1月 - 退官。
  - 10月 - 北海道東北開発公庫副総裁（1988年3月まで）
- 1989年 - 第15回参議院議員通常選挙比例区落選。
- 1992年 - 第16回参議院議員通常選挙当選。
- 1996年 - 参議院沖縄北方特別委員長
- 1998年 - 第18回参議院議員通常選挙落選
- 2014年10月21日 - 肺炎により東京都内の病院で死去[5]。86歳没[5]。叙正四位。[6]

## 家族
- 妻 - 郁子（浜口巌根元日本長期信用銀行頭取の長女）

## その他
- 大蔵省入省同期に、吉野良彦（元大蔵事務次官）、水野繁（国税庁長官、証券局長）、大場智満（財務官）、津島雄二（元自民党衆議院議員）、宮下創平（元自民党衆議院議員）、近藤鉄雄（元自民党衆議院議員）、安倍基雄（元自民党衆議院議員）、宮本保孝（銀行局長）らがいる。